# Labeo greenii
Labeo greenii är en fiskart som beskrevs av George Albert Boulenger 1902. Labeo greenii ingår i släktet Labeo och familjen karpfiskar. IUCN kategoriserar arten globalt som livskraftig. Inga underarter finns listade i Catalogue of Life.